# Saint-Nabor
Pour l’article ayant un titre homophone, voir Saint-Nabord.
Saint-Nabor (Sàm Nàwer en alsacien) est une commune française située dans la circonscription administrative du Bas-Rhin et, depuis le 1er janvier 2021, dans le territoire de la Collectivité européenne d'Alsace, en région Grand Est.
Les habitants sont nommés les Saint-Naborois(es).
Cette commune se trouve dans la région historique et culturelle d'Alsace.

## Géographie

### Localisation

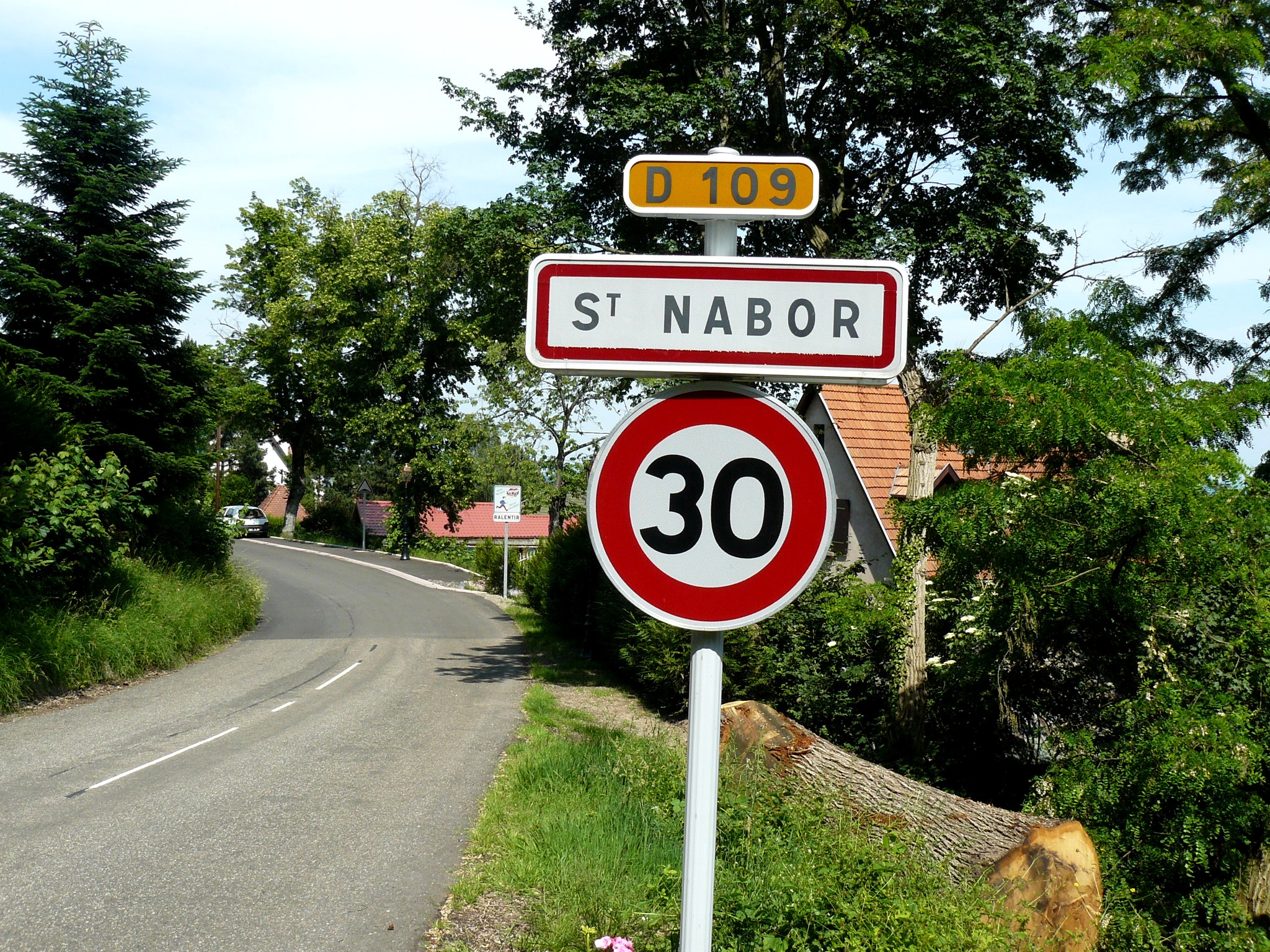
Entrée du village de Saint-Nabor en venant du mont Sainte-Odile.

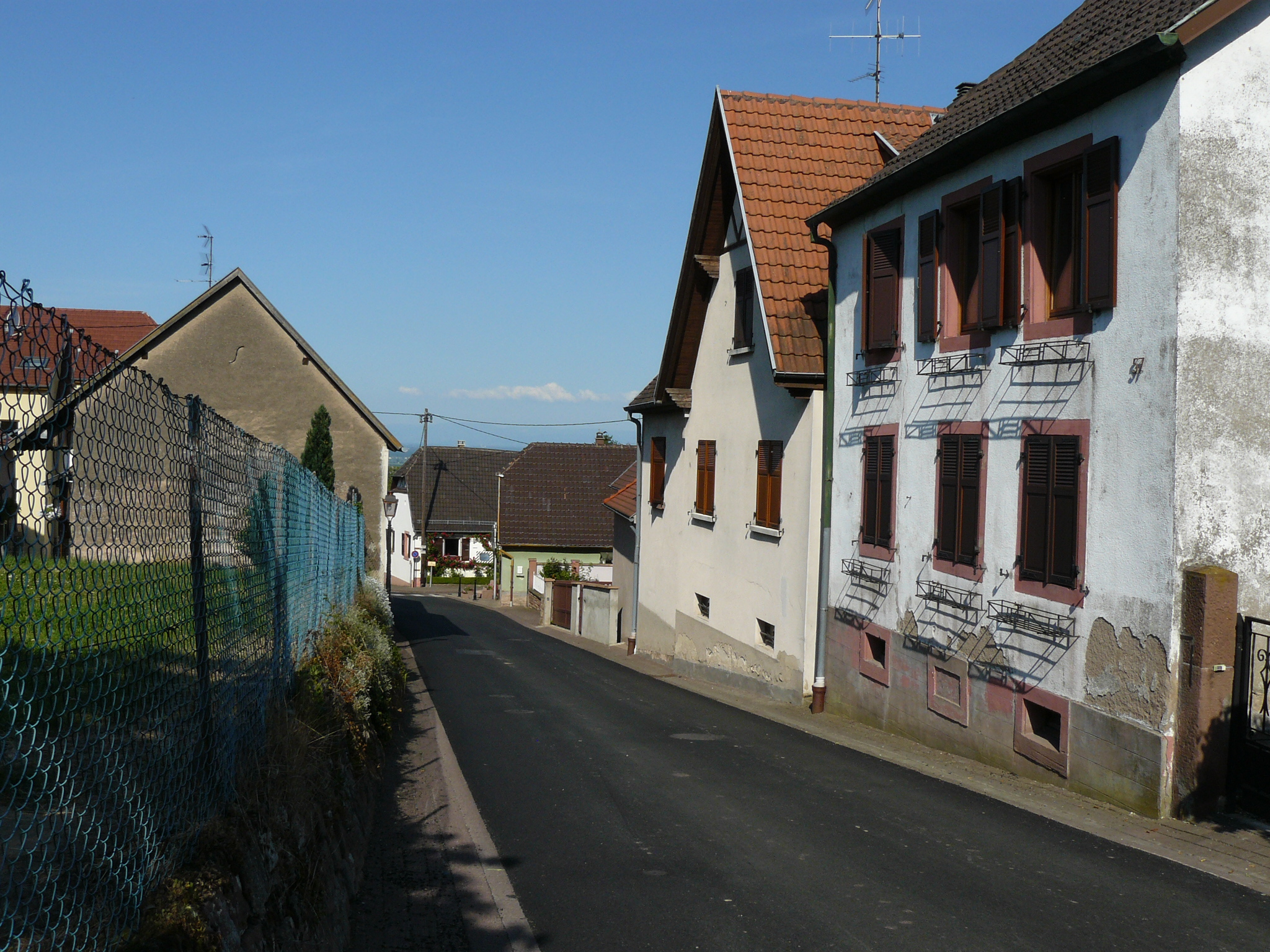
Route de Saint-Nabor avant de monter au mont Sainte-Odile.

Saint-Nabor est située au pied du mont Sainte-Odile, à environ 30 km au sud-ouest de Strasbourg. Le village fait partie du canton et de l'arrondissement de Molsheim. Saint-Nabor se situe sur la Route des Vins d'Alsace. 
Le territoire de la commune est limitrophe de ceux de quatre communes :
| Ottrott |             | Bernardswiller |
|         | Saint-Nabor |                |
|         | Barr        | Obernai        |

- Ottrott, 1 km
- Barr, 5 km
- Bernardswiller 4 km
- Obernai, 7 km
- Mittelbergheim, 6 km
- Gertwiller, 6 km
- Goxwiller, 7 km

### Géologie et relief
Le village est situé à 342 mètres d'altitude.
Le site du massif des Vosges, inscrit au titre de la loi du 2 mai 1930, regroupe 26 communes du Scot situées à l’ouest de la RN et de la RD 422.

### Hydrographie
La commune est dans le bassin versant du Rhin au sein du bassin Rhin-Meuse. Elle est drainée par le ruisseau le Darsbach,.
Le Darsbach, d'une longueur de 14 km, prend sa source dans la commune  et se jette  dans l'Andlau à Meistratzheim, après avoir traversé six communes. 

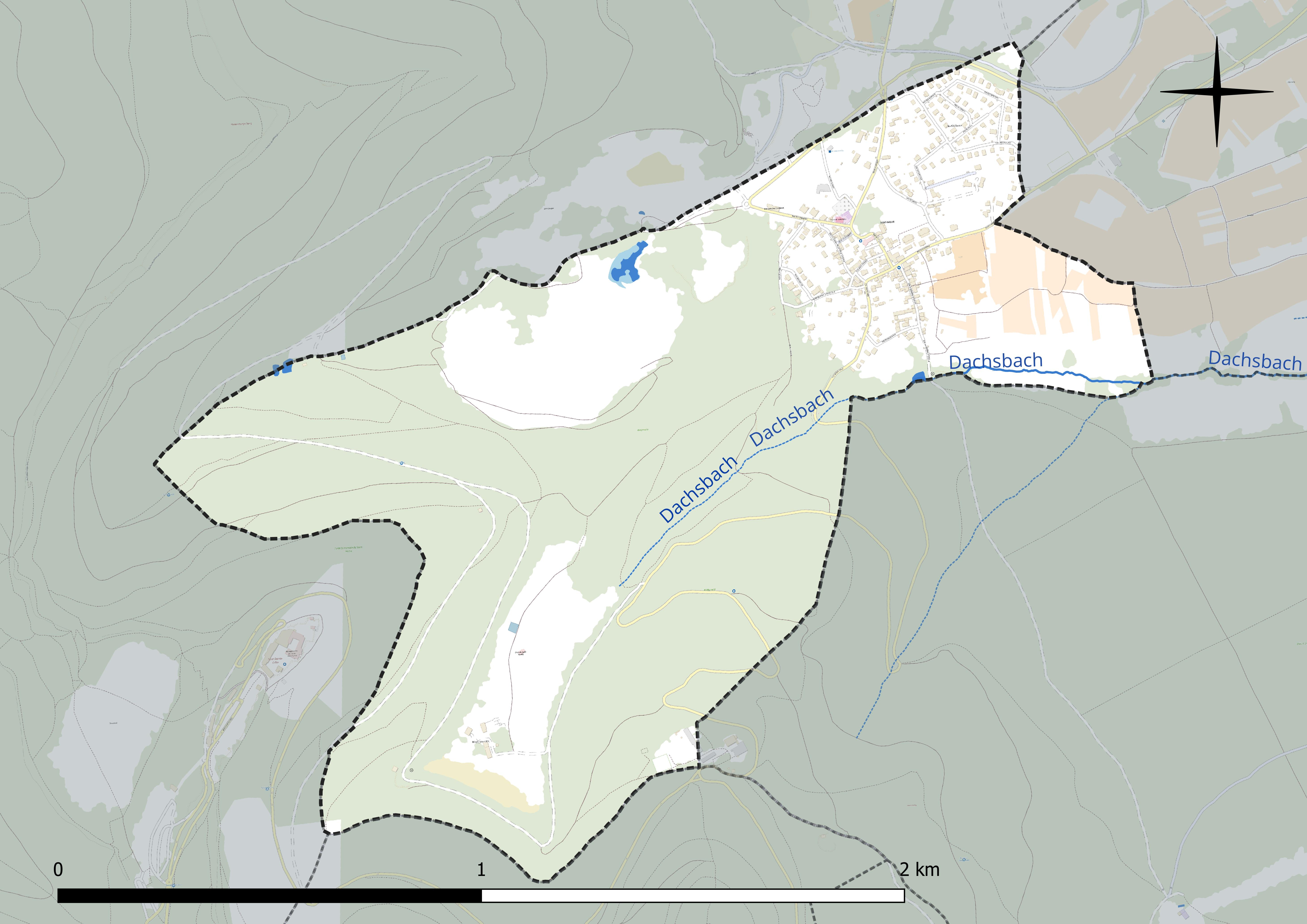
Réseau hydrographique de Saint-Nabor.

### Climat
Pour des articles plus généraux, voir Climat du Grand Est et Climat du Bas-Rhin.
En 2010, le climat de la commune est de type climat des marges montargnardes, selon une étude du Centre national de la recherche scientifique s'appuyant sur une série de données couvrant la période 1971-2000. En 2020, Météo-France publie une typologie des climats de la France métropolitaine dans laquelle la commune est exposée à un climat semi-continental et est dans la région climatique  Vosges, caractérisée par une pluviométrie très élevée (1 500 à 2 000 mm/an) en toutes saisons et un hiver rude (moins de 1 °C). 
Pour la période 1971-2000, la température annuelle moyenne est de 9,8 °C, avec une amplitude thermique annuelle de 17,4 °C. Le cumul annuel moyen de précipitations est de 868 mm, avec 9,8 jours de précipitations en janvier et 11,5 jours en juillet. Pour la période 1991-2020, la température moyenne annuelle observée sur la station météorologique de Météo-France la plus proche, « Le Hohwald_sapc », sur la commune du Hohwald à 8 km à vol d'oiseau, est de 8,8 °C et le cumul annuel moyen de précipitations est de 1 129,1 mm. 
La température maximale relevée sur cette station est de 35,6 °C, atteinte le 25 juillet 2019 ; la température minimale est de −20,5 °C, atteinte le 7 février 1991,,. 
Les paramètres climatiques de la commune ont été estimés pour le milieu du siècle (2041-2070) selon différents scénarios d'émission de gaz à effet de serre à partir des nouvelles projections climatiques de référence DRIAS-2020. Ils sont consultables sur un site dédié publié par Météo-France en novembre 2022.

## Urbanisme

### Typologie
Au 1er janvier 2024, Saint-Nabor est catégorisée bourg rural, selon la nouvelle grille communale de densité à sept niveaux définie par l'Insee en 2022.
Elle appartient à l'unité urbaine de Bœrsch, une agglomération intra-départementale regroupant trois  communes, dont elle est une commune de la banlieue,,. Par ailleurs la commune fait partie de l'aire d'attraction de Strasbourg (partie française), dont elle est une commune de la couronne,. Cette aire, qui regroupe 268 communes, est catégorisée dans les aires de 700 000 habitants ou plus (hors Paris),.

### Occupation des sols
L'occupation des sols de la commune, telle qu'elle ressort de la base de données européenne d’occupation biophysique des sols Corine Land Cover (CLC), est marquée par l'importance des forêts et milieux semi-naturels (65,4 % en 2018), en diminution par rapport à 1990 (72,4 %). La répartition détaillée en 2018 est la suivante : forêts (65,4 %), mines, décharges et chantiers (13,2 %), zones urbanisées (13,1 %), cultures permanentes (7 %), zones agricoles hétérogènes (1,2 %), prairies (0,1 %). L'évolution de l’occupation des sols de la commune et de ses infrastructures peut être observée sur les différentes représentations cartographiques du territoire : la carte de Cassini (XVIIIe siècle), la carte d'état-major (1820-1866) et les cartes ou photos aériennes de l'IGN pour la période actuelle (1950 à aujourd'hui).

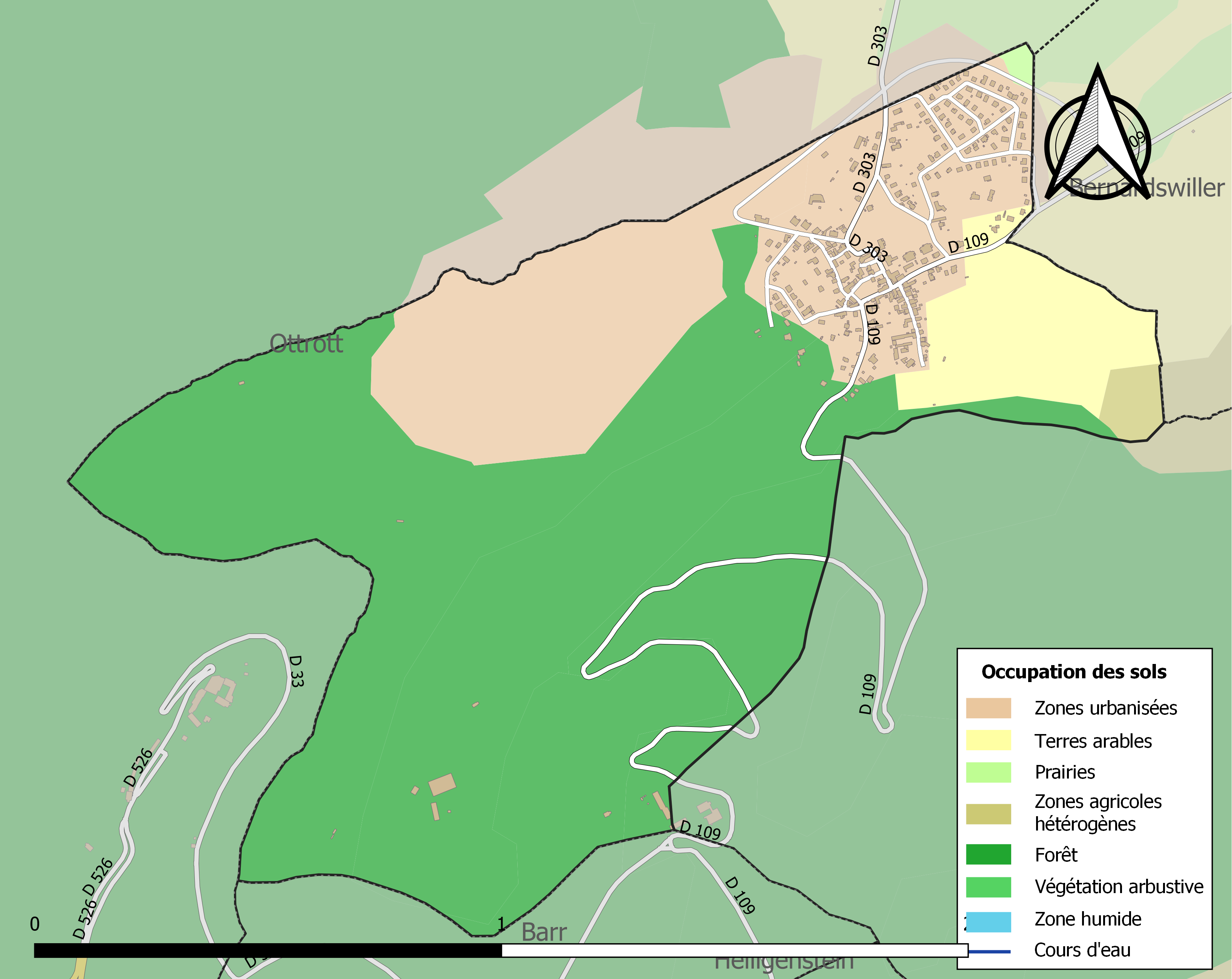
Carte des infrastructures et de l'occupation des sols de la commune en 2018 (CLC).

### Lieux-dits, hameaux et écarts
- Kolisacker
- Niedermunster

### Voies de communications et transports

#### Voies routières
Environnée par les communes de Ottrott, Bernardswiller, Heiligenstein et Andlau, Saint-Nabor se trouve à 21 km au nord-ouest de Sélestat, la grande ville la plus proche.

#### Transports en commun
Les gares les plus proches se trouvent à Obernai, Barr et Goxwiller.

#### Voie cyclable
Le village est également à proximité de la voie verte Rosheim-Ottrott

### Risques naturels et technologiques
La commune est située dans une zone de sismicité modérée,.

## Toponymie
Durant la période de rattachement de l'Alsace-Lorraine à l'Empire allemand (1871-1918), le village est appelé Sankt Nabor, reprenant le nom qui a été le sien jusqu'à la conquête française au XVIIe siècle. Il est toujours utilisé en allemand et en alsacien.

## Histoire
Saint Nabor est le nom d'un soldat martyr nommé par corruption saint Avold en français et Santderver en allemand, dont le corps fut déposé en 764 dans l'abbatiale Saint-Nabor de Saint-Avold, une abbaye bénédictine, par saint Chrodegang, évêque de Metz.
Le village de Saint-Nabor apparait au VIIIe siècle, lorsque les reliques de saint Nabor sont transférées dans la région, depuis Rome par l'évêque de Metz, Chrodegang. En 1050, l'abbaye de Hohenbourg possède des biens dans la localité. Saint-Nabor appartient au couvent de Niedermunster, aujourd'hui ruiné. Vers 1648, le village est donné en gage aux Andlau, puis aux Landsberg en 1482, puis il est cédé pour un quart aux Uttenheim de Ramstein.
Avec la dissolution du couvent en 1543, le village passe sous la dépendance du chapitre de la cathédrale de Strasbourg qui reste propriétaire des lieux jusqu'à la Révolution. La paroisse de Saint-Nabor reste autonome jusqu'en 1666 et relève du chapitre rural du Bruderberg à Rosheim. Elle devient ensuite une filiale d'Ottrott-le-Haut. Christian Geyer était prévôt de Saint-Nabor en 1730 au mariage de sa fille Elisabeth avec Jacques Wach.

## Politique et administration

### Découpage territorial

#### Commune et intercommunalités
Commune membre de la communauté de communes des Portes de Rosheim.

### Élections municipales et communautaires

#### Liste des maires
| Période                                  | Période      | Identité            | Étiquette | Qualité |
| ---------------------------------------- | ------------ | ------------------- | --------- | ------- |
| 1989                                     | 1995         | Joseph Spielmann    |           |         |
| 1995                                     | 2008         | Nicole Rakotomalala |           |         |
| mars 2008                                | 27 mars 2020 | François Lantz      |           |         |
| mai 2020                                 | En cours     | Régis Muller        |           |         |
| Les données manquantes sont à compléter. |              |                     |           |         |

### Budget et fiscalité 2016

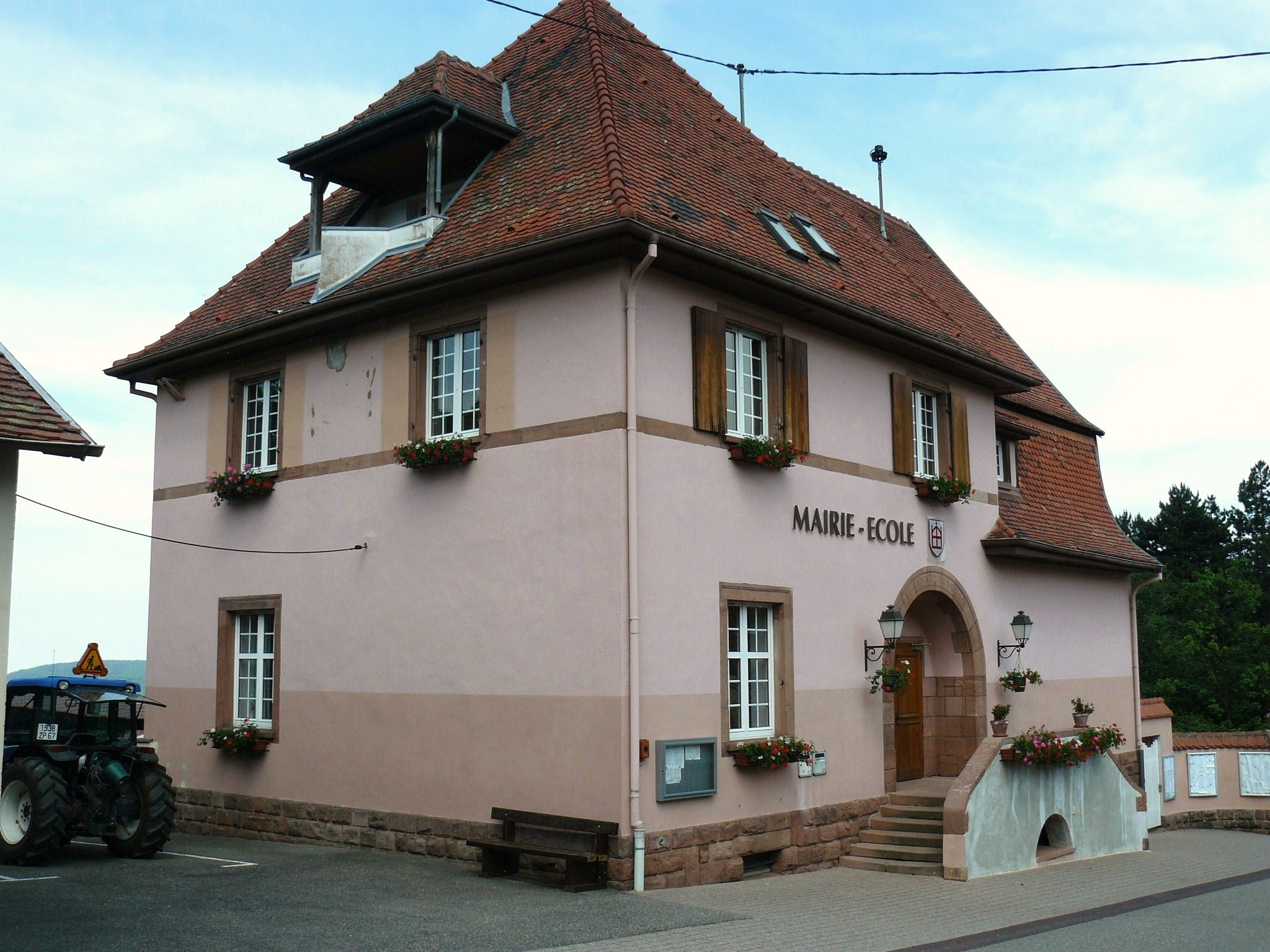
Mairie-école de Saint-Nabor.

En 2016, le budget de la commune était constitué ainsi :
- total des produits de fonctionnement : 591 000 €, soit 1 215 € par habitant ;
- total des charges de fonctionnement : 540 000 €, soit 1 112 € par habitant ;
- total des ressources d’investissement : 296 000 €, soit 610 € par habitant ;
- total des emplois d’investissement : 275 000 €, soit 566 € par habitant.
- endettement : 673 000 €, soit 1 384 € par habitant.

Avec les taux de fiscalité suivants :
- taxe d’habitation : 20,96 % ;
- taxe foncière sur les propriétés bâties : 14,49 % ;
- taxe foncière sur les propriétés non bâties : 77,47 % ;
- taxe additionnelle à la taxe foncière sur les propriétés non bâties : 0, % ;
- cotisation foncière des entreprises : 0 %.

Chiffres clés Revenus et pauvreté des ménages en 2014 : Médiane en 2014 du revenu disponible, par unité de consommation : 26 617 €.

## Équipements et services publics

### Enseignement
Établissements d'enseignements :
- École primaire[28],
- Écoles maternelles à Ottrott, Heligenstein, Boersch,
- Collèges à Barr, Obernai,
- Lycées à Obernai, Barr.

### Santé
- Professionnels de santé à Ottrott, Bernardswiller, Boersch, Obernai[29].

## Population et société

### Démographie

#### Évolution démographique
L'évolution du nombre d'habitants est connue à travers les recensements de la population effectués dans la commune depuis 1793. Pour les communes de moins de 10 000 habitants, une enquête de recensement portant sur toute la population est réalisée tous les cinq ans, les populations de référence des années intermédiaires étant quant à elles estimées par interpolation ou extrapolation. Pour la commune, le premier recensement exhaustif entrant dans le cadre du nouveau dispositif a été réalisé en 2006.

En 2022, la commune comptait 511 habitants, en évolution de +4,71 % par rapport à 2016 (Bas-Rhin : +3,17 %, France hors Mayotte : +2,11 %).
| 1793 | 1800 | 1806 | 1821 | 1831 | 1836 | 1841 | 1846 | 1851 |
| ---- | ---- | ---- | ---- | ---- | ---- | ---- | ---- | ---- |
| 227  | 222  | 276  | 318  | 332  | 343  | 323  | 300  | 312  |

| 1856 | 1861 | 1866 | 1871 | 1875 | 1880 | 1885 | 1890 | 1895 |
| ---- | ---- | ---- | ---- | ---- | ---- | ---- | ---- | ---- |
| 310  | 334  | 333  | 302  | 316  | 337  | 320  | 309  | 321  |

| 1900 | 1905 | 1910 | 1921 | 1926 | 1931 | 1936 | 1946 | 1954 |
| ---- | ---- | ---- | ---- | ---- | ---- | ---- | ---- | ---- |
| 304  | 313  | 327  | 272  | 244  | 264  | 276  | 287  | 222  |

| 1962 | 1968 | 1975 | 1982 | 1990 | 1999 | 2006 | 2011 | 2016 |
| ---- | ---- | ---- | ---- | ---- | ---- | ---- | ---- | ---- |
| 215  | 235  | 246  | 351  | 434  | 479  | 460  | 482  | 488  |

| 2021 | 2022 | - | - | - | - | - | - | - |
| ---- | ---- | - | - | - | - | - | - | - |
| 505  | 511  | - | - | - | - | - | - | - |

### Cultes
- Culte catholique, communauté de paroisses du Mont Sainte Odile (BOERSCH – GRENDELBRUCH – KLINGENTHAL – MOLLKIRCH – OTTROTT – SAINT-NABOR), zone paroissiale Molsheim-Bruche, diocèse de Strasbourg[34].

## Économie

### Entreprises et commerces

#### Agriculture
- Agriculture et élevage[35].

#### Tourisme
- Carrières d'Ottrott-Saint-Nabor. La communauté de communes des Portes de Rosheim a mené plusieurs études de faisabilité et de réaménagement pour la reconversion du site en parc paysager et botanique.

#### Commerces et services
- Commerces et services : boulangerie et activités immobilières à Saint-Nabor et autres commerces et services à Rosheim, Boersch.
- Artisanat d'art.

## Culture locale et patrimoine

### Lieux et monuments

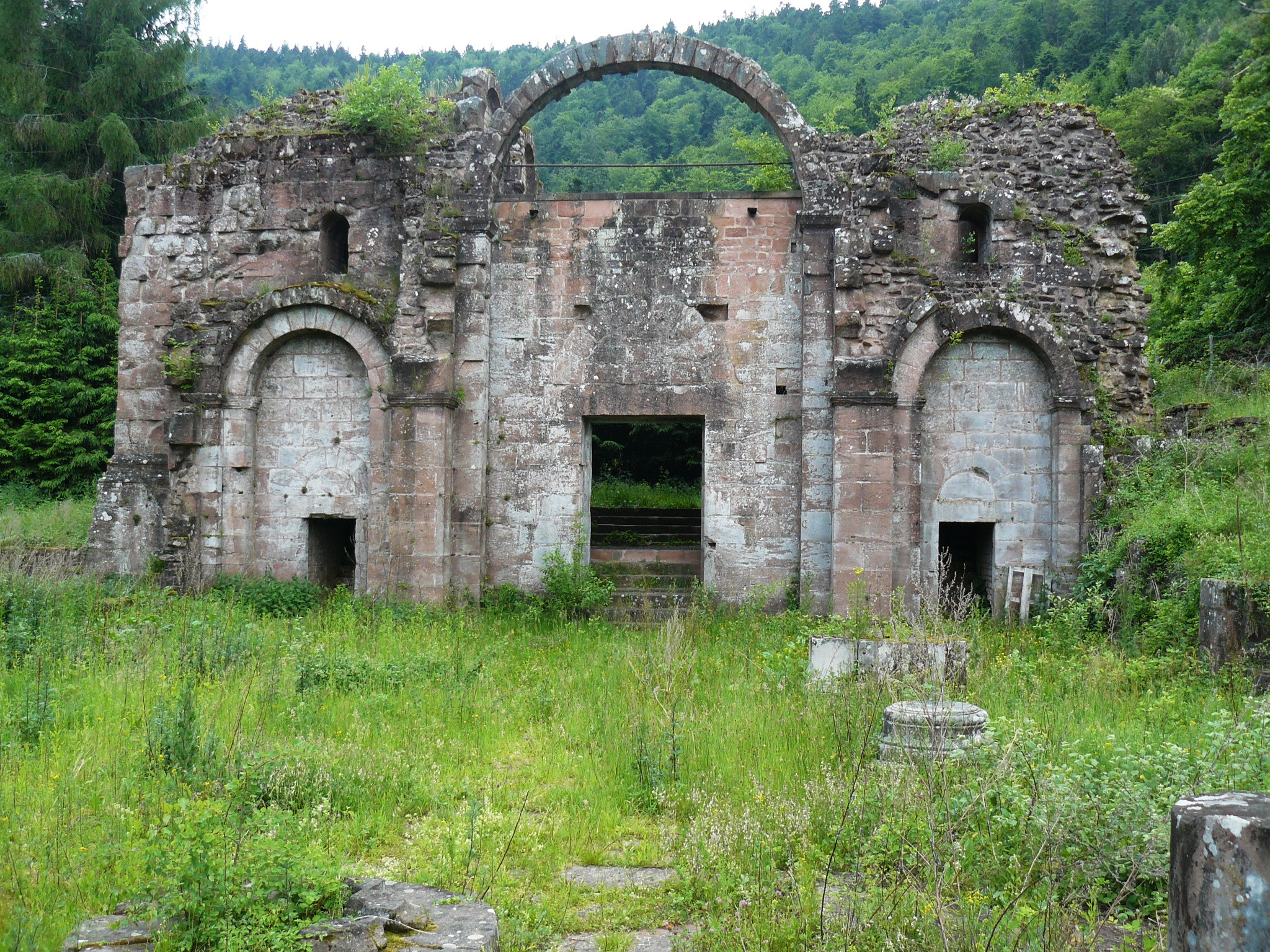
Une partie des vestiges du couvent de Niedermunster.

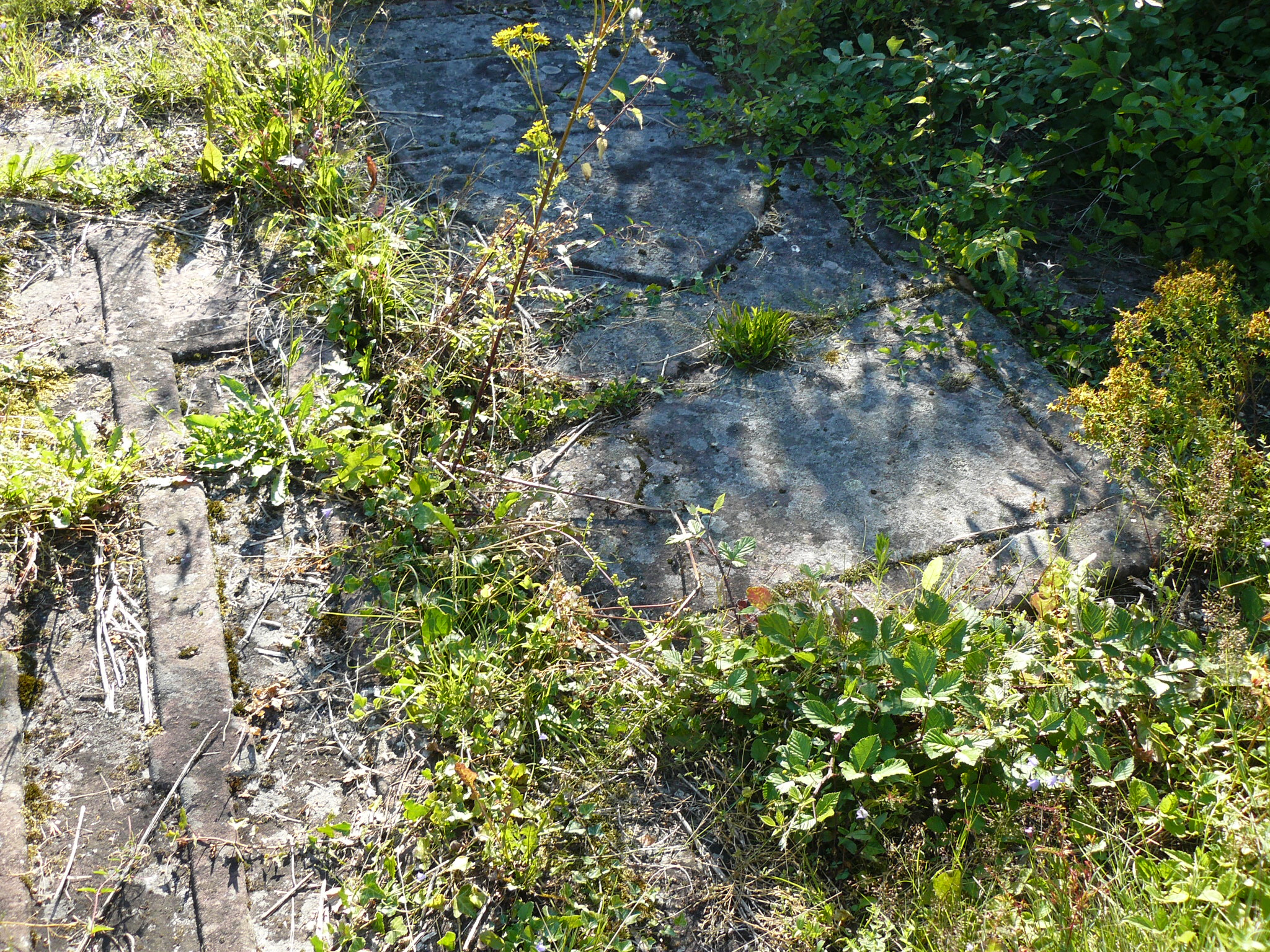
Dalles funéraires de Marguerite de Senon décédée en 1370 (à droite) et d'Ursula Zu Triebel (à gauche), abbesses du couvent de Niedermunster.

#### Vestiges de l'abbaye de Niedermunster
Le monastère de Niedermunster a été fondé vers 700 par sainte Odile pour accueillir les pèlerins qui ne pouvaient pas accéder à celui de Hohenbourg. Elle y construisit aussi une église qu'elle dédie à saint Martin et une maison pour l'accueil des pèlerins. Les deux monastères ont d'abord le même nom et partagent les revenus indivis. C'est sa nièce, Gundelinde qui sera la première abbesse de ce monastère. Au tout début du IXe siècle, Hugues III, comte de Tour et de la Haute Alsace, descendant d'Aldaric (père de sainte Odile) remplace l'établissement mérovingien par un ensemble monastique adaptée à la nouvelle liturgie romaine et à la règle bénédictine fraichement introduite dans l'empire carolingien. Avec son épouse Ava, il dote la nouvelle fondation de la croix miraculeuse, offerte par Charlemagne et apportée depuis la Bourgogne à dos de chameau jusqu'à Niedermunster, qui deviendra ainsi un lieu de pèlerinage fort réputé dans tout l'Occident chrétien.
Dès 1016, l'empereur Henri II accorde à l'abbaye de Niedermunster le droit d'élire librement l'abbesse et le libre choix de ses avoués chargés des affaires militaires et judiciaires… Il sépare les deux monastères (Hohenbourg et Nidermunster) et déclare Niedermunster abbaye impériale en lui accordant l'immunité. Le complexe monastique du XIIe siècle se compose alors de bâtiments claustraux, dominés par trois tours de l'église Sainte-Marie, d'un hospice pour pèlerins et des chapelles Saint-Nicolas et Saint-Jacques.
Dès son élection, au trône impérial en 1155, Frédéric Ier Barberousse se fait un devoir expiatoire de reconstruire les deux monastères, Niedermunster et Hohenbourg (mont Sainte-Odile) ruinés par son père Frédéric Le Borgne durant la Querelle des investitures (1075-1122). Il charge une de ses parentes, Relindis, abbesse augustine de Ratisbonne de reconstruite le monastère. À la mort de Relindis en 1167, Frédéric Barberousse nomme magister operis, Herrade à Hohenbourg et Edelindis à Niedermunster, les deux abbesses issues de la noble famille de Landsberg. La liturgie monastique, la prière perpétuelle, la gestion du pèlerinage et l'éducation des jeunes filles de la noblesse rythment jusqu'au début du XVe siècle le quotidien des chanoinesses de Niedermunster suivant la règle de saint Augustin.
Au cours du XVIe siècle, une succession malheureuse d’événements tragiques scelleront le destin de l'abbaye. En 1525, les paysans révoltés contre l'autorité seigneuriale du sud du Saint-Empire romain germanique investissent Niedermunster et y causent d'importants dégâts. La Réforme protestante et les idées luthériennes ont jeté le trouble dans les consciences et contribué à l'insurrection paysanne. En 1542, le feu détruit les bâtiments conventuels et l'évêque de Strasbourg, Érasme de Limbourg, avec l'accord du pape Pie V intègre le monastère à la mense épiscopale (patrimoine de l'évêque).
En 1545, la dispersion des chanoinesses, puis l'incendie de la collégiale en 1572 par la foudre ruinent définitivement l'abbaye et marquent la fin du pèlerinage de la Croix qui disparaîtra lors de la Révolution à Molsheim. Abandonnée, Niedermunster servira alors de carrière de pierres pour diverses constructions : les fortifications de Benfeld, l'église des Prémontrés du mont Sainte-Odile, le clocher de l'église d'Erstein, la banque Faulieb à Barr… jusqu'à son inscription sur la liste des Monuments historiques au milieu du XIXe siècle,.

#### Église Saint-Nabor (XIIe,XVIIIeet 1899)

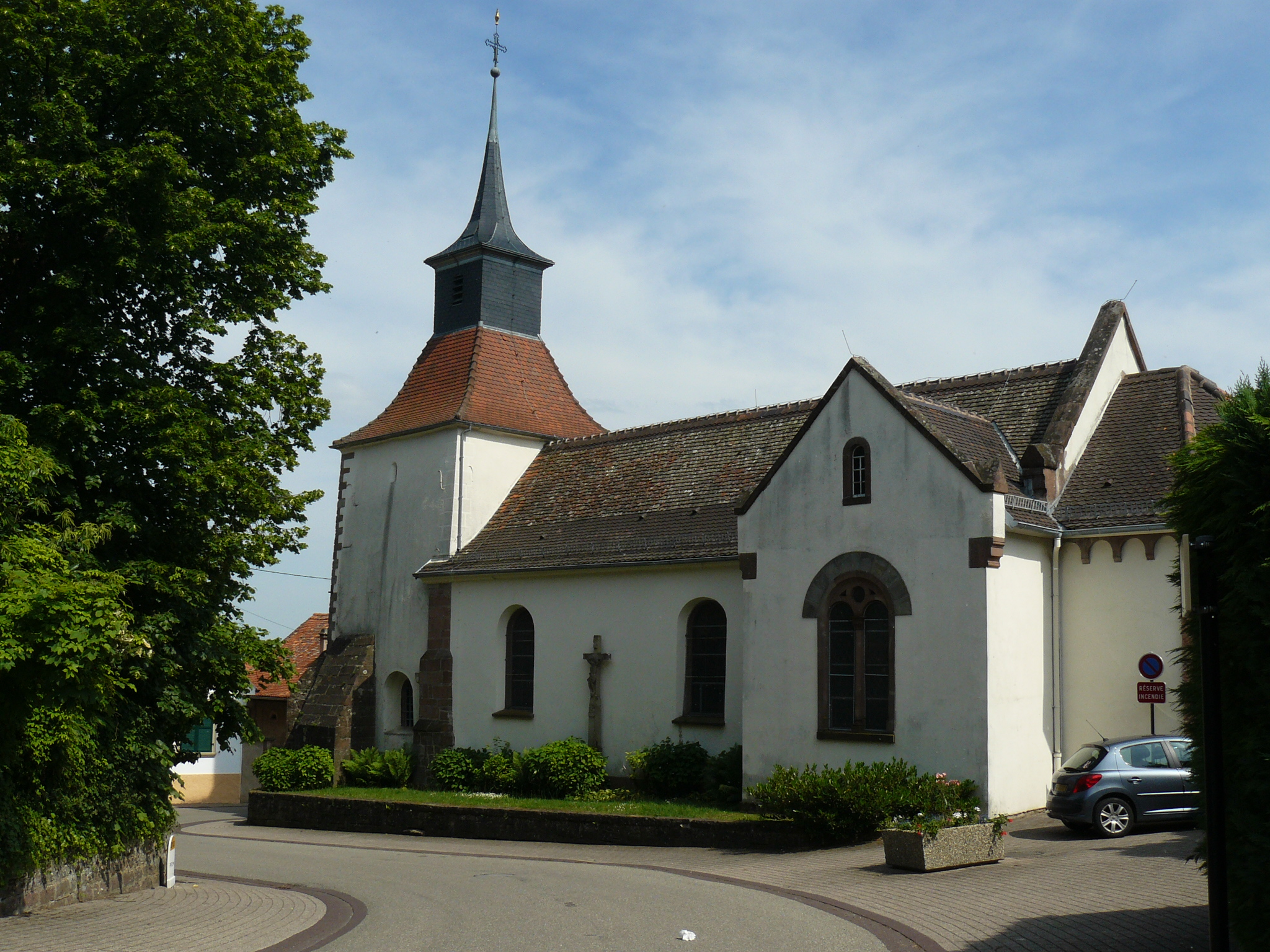
Église Saint-Nabor.

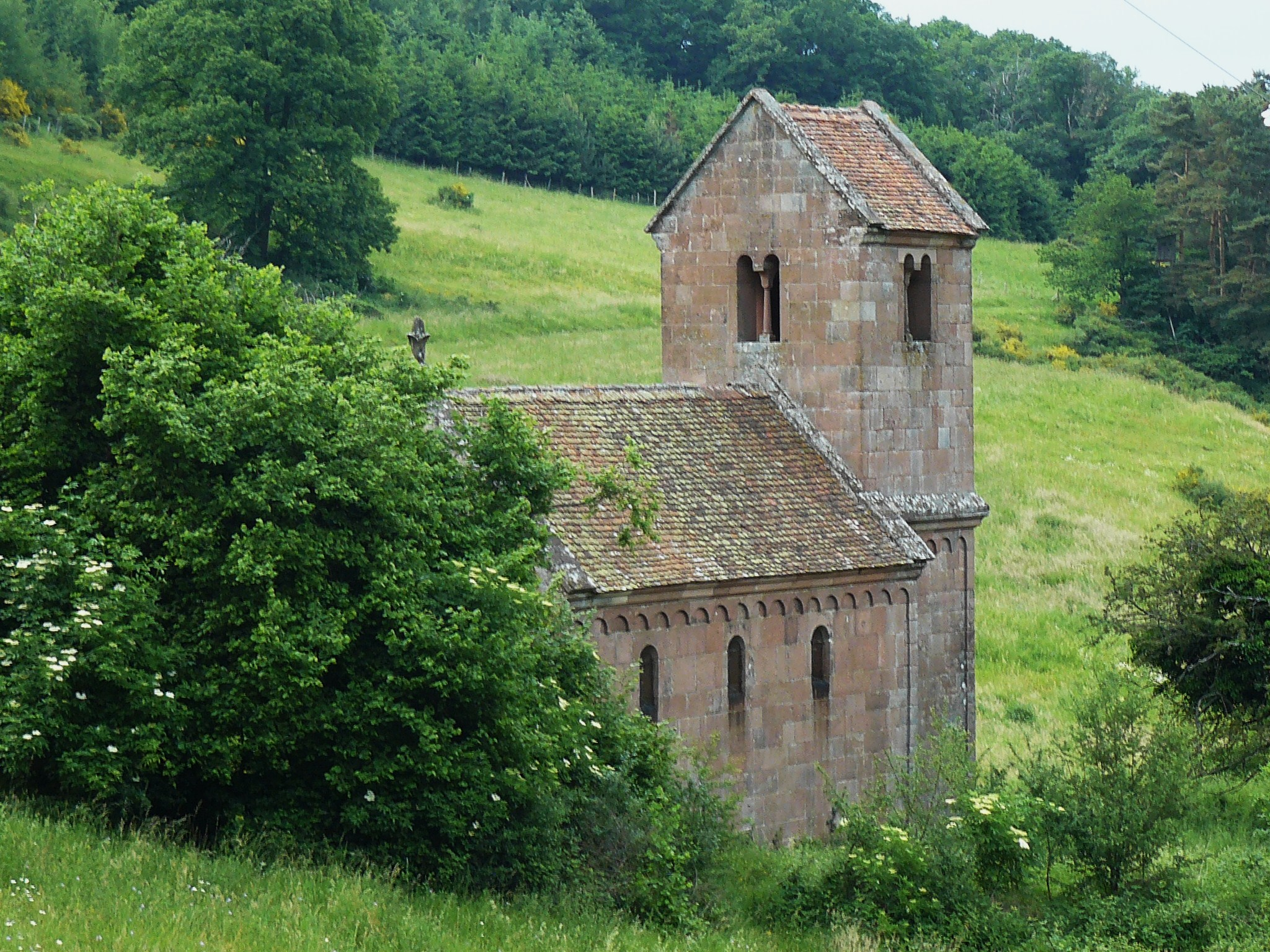
Chapelle Saint-Nicolas (Niedermunster).

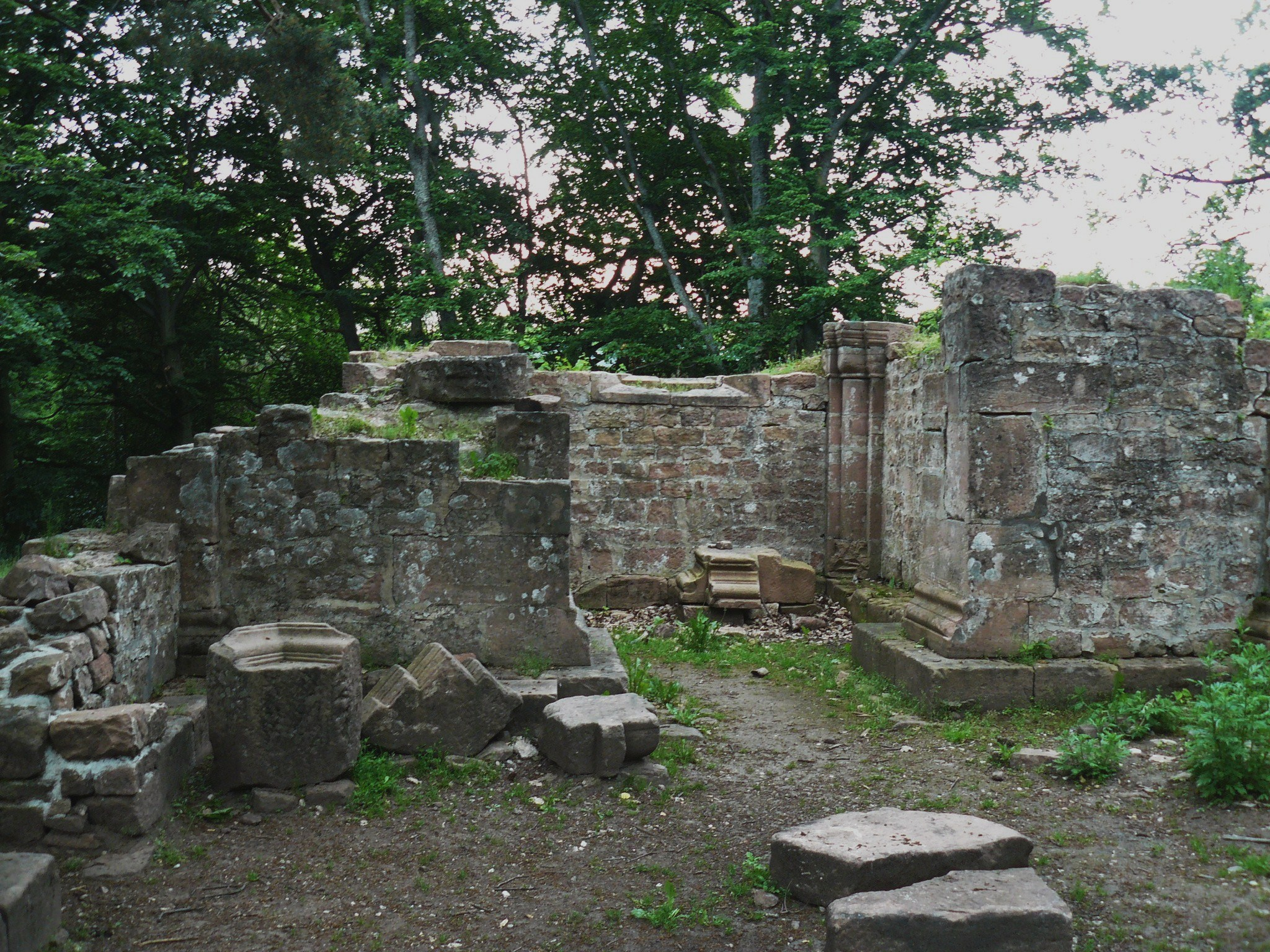
Ruine de la chapelle Saint-Jacques.

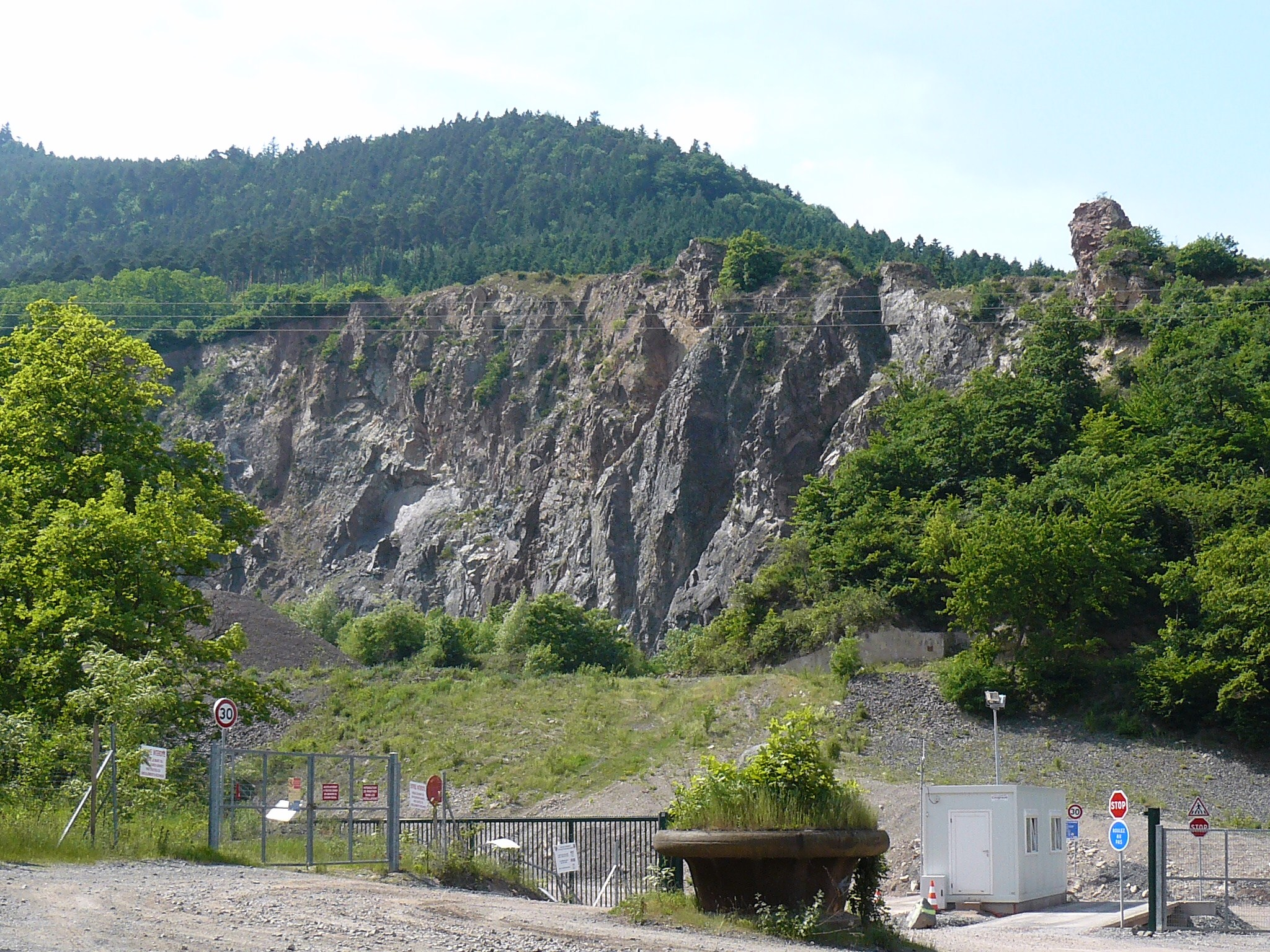
Carrières de Saint-Nabor.

L'église paroissiale de Saint-Nabor est un édifice composite. La tour-cœur remonte au XIIe siècle et conserve une tête en relief, en façade caractéristique de la sculpture de l'époque. Un transept et un chœur d'entrée est alors transféré sous la tour. La cloche est de 1812 et le mobilier de l'église date du début du XXe siècle.

#### Chapelle Saint-Nicolas (Niedermunster)
Cette chapelle située à Niedermunster sert d'oratoire à l'hospice des pèlerins. Elle est composée d'une nef rectangulaire, couverte d'une voûte en berceau brisé, et d'une tour-chœur avec un toit à deux versants. Le premier étage du chœur est dédié à saint Martin, le second à saint Michel. Deux escaliers latéraux élevés contre les parois donnent accès à l'autel du haut, la balustrade qui les unit faisant office de tribune. L'édifice est entièrement restauré depuis 1848,.

#### Chapelle Saint-Jacques (Niedermunster)
Située à mi-parcours et mi-hauteur entre Niedermunster et Hohenbourg, cette chapelle est élevée sur un tertre artificiel consolidé par une enceinte de pierres sèches. Elle comporte une nef rectangulaire à deux travées et un chœur carré couvert d'ogives. L'édifice est consacré en 1180 par l'évêque de Mantoue. Il n'en reste aujourd'hui que des ruines
,.

#### Carrières d'Ottrott-Saint-Nabor
Au XVIIe siècle, il existe dans la localité de Saint-Nabor des carrières de roches particulièrement dures, utilisées pour la construction des routes et à partir du XIXe siècle des voies ferrées.

#### Chapelle des morts
Chapelle des Morts de 1730.

#### Tombe d'Ursula Zu Triebel (fin duXVesiècle)
Fille du bailli de Rouffach, Ursula Zu Triebel est envoyée au  couvent de Niedermunster avec sa sœur et élue abbesse à la mort de celle-ci. Sa tombe porte une crosse, signe d'autorité épiscopale, ainsi que des chevrons rappelant les armes de son père et une tête de pape coiffée de la tiare évoquant sa mère, une Bapts von Bolsenheim.

#### Dalle mèmoriale de Marguerite de Senin
Marguerite de Senin est issue d'une famille faisant partie de la petite noblesse impériale. Abbesse à la collégiale de Niedermunster, elle meurt en 1370. Cette dalle funéraire représente sa mémoire, une religieuse en linceul, le suaire encore relevé, avec les mains jointes en prière,.

### Personnalités liées à la commune
- Nabor de Lodi
- Abbesses de l'abbaye Sainte-Marie de Niedermunster

### Héraldique
| Blason de Saint-Nabor | Blason  | D'argent au siège de gueules, les extrémités des trois montants sommées de croisettes pattées du même. |
| Blason de Saint-Nabor | Détails | |